# Dangdang
Dangdang>（デンデン）またはDangdang NFTは、グローバルNFT（Non-Fungible Token）キュレーション＆マネジメントプラットフォームであるイラストレーター、芸能人、アスリートなどのNFTのプライベートセールおよびファントークンの開発、ディストリビューションサービスを展開している。主なサービス国は日本、韓国、台湾、シンガポールで、本社はシンガポール50F、One Raffles Quay North Tower、048583に位置している。

## 概要
「芸術はあなたの魂を解放しなければならない。」 - キース・ヘリングによるDangdang>のスローガン
Dangdangのメンバーはブロックチェーンの専門家、セキュリティ専門家、東洋美術の専門家、西洋美術の専門家、現代美術の専門家、マーケティングの専門家、インフルエンサーのマーケティング担当者、ソフトウェア開発者で構成されている。各分野での専門経験と知識をもとにサービスを提供している。

## 特徴
既存のNFTプラットフォームとの差別点は、キュレーションを通じたインビテーション運用で生態系参加作品の質的保証、プライベートプラットフォームで実際のプライベートオークションなどのに近似したユーザー体験実の提供可能、慈善団体への収益金寄付の第三者検証、今後メタバス最適化プラットフォーム開発運用計画などがある。

## トークン
DANGDANG Tokenは、Dangdang＞の生態系で発生する取引と生態系に参加するアーティストの報酬、Dangdang＞の意思決定に使用するガバナンスプロトコル兼暗号通貨である。
DANGDANG Tokenの通貨単位はDANGDANGである。
DANGDANG Tokenの最大発行量は10,000個である。これは、ビットコインの最大発行量21,000,00、イーサリアムの現在発行量116,568,472 と比較すると、非常に少ない数値で、個価の上昇が予想される。
DANGDANG TokenはBSCトークン標準に基づいて開発され、既存のEthereumに比べて低いガス比と伝送速度を実現した。

## 一緒に見る
- 暗号通貨
- ビットコイン
- イーサリアム